# Spelaeoniscus kabylicola
Spelaeoniscus kabylicola är en kräftdjursart som beskrevs av Albert Vandel1948. Spelaeoniscus kabylicola ingår i släktet Spelaeoniscus och familjen Spelaeoniscidae. Inga underarter finns listade i Catalogue of Life.